# Contea di Union (Carolina del Sud)
La contea di Union (in inglese Union County) è una contea dello Stato della Carolina del Sud, negli Stati Uniti. La popolazione al censimento del 2000 era di 29 881 abitanti. Il capoluogo di contea è Union.

## Geografia
La contea si trova nel nord-ovest dello Stato. I fiumi principali sono Pacolet, Broad ed Enoree. La parte meridionale rientra nella foresta nazionale di Sumter. Si tratta di una regione pedemontana e collinare con diversi boschi e foreste.

### Contee confinanti
- Contea di Cherokee - nord
- Contea di York - nord-est
- Contea di Chester - est
- Contea di Fairfield - sud-est
- Contea di Newberry - sud-est
- Contea di Laurens - sud-ovest
- Contea di Spartanburg - ovest

## Storia
L'area era abitata dai nativi Cherokee prima dell'arrivo dei coloni europei. La contea fu istituita nel 1785 e fu chiamata così per una chiesa interdenominazionale in zona, Union Church on Brown Creek.

## Comuni
L'unica city è Union, il capoluogo.

### Towns
- Carlisle
- Jonesville
- Lockhart

### Census-designated places
- Buffalo
- Monarch Mill